# Río Perkerra
El río Perkerra es un río que discurre por el Gran Valle del Rift en Kenia y que drena en el lago Baringo, un lago endorreico de agua dulce. Es el único río perenne en las tierras áridas y semiáridas del condado de Baringo. El  Perkerra abastece de agua al Plan de riego de Perkerra en las llanuras de Jemps cerca del municipio de Marigat, justo al sur del lago.

## Captación
El río tiene una cuenca de 1207 km². Nace en el bosque de Mau, en la pared occidental del valle del Rift, a 2400 metros de altitud, y desciende hasta los 980 m  en su desembocadura en el lago. La zona de captación tiene pendientes pronunciadas en las laderas, que se aplanan más abajo. La mayor parte del agua procede de las laderas de las colinas, donde las precipitaciones anuales oscilan entre los 1100 mm y los 2700 mm. La región que rodea el lago es semiárida, con una precipitación anual de 450 mm y una evaporación anual de 1650 mm a 2300 mm.

## Cambios en el uso de la tierra
A finales del siglo XIX, las llanuras aluviales cercanas al lago estaban ocupadas por los njemps, un grupo étnico emparentado con los masái. Utilizaban una barrera de maleza para elevar el nivel del río y dejar que el agua fluyera por el terreno llano. La barrera se destruía con las inundaciones estacionales y había que reemplazarla, pero el sistema era estable. El explorador británico Joseph Thomson visitó el río Perkerra en el siglo XIX con su caravana y compró grano a los lugareños, cultivado con su probado sistema de riego mediante cuencas y canales.
Con la llegada de los europeos a la zona, aumentó la población humana y ganadera. La hierba alta de la cuenca fue pastoreada, la erosión aumentó y las tasas de escorrentía también, provocando inundaciones periódicas. El sistema de barrera de matorrales no pudo hacer frente a las inundaciones y los njemps se dedicaron al pastoreo. El sobrepastoreo, la sequía y las invasiones de langostas provocaron una crisis alimentaria a finales de la década de 1920. En los años 1930, la administración colonial empezó a considerar la posibilidad de regar, y en 1936 se hizo un estudio formal, aunque no se hizo nada durante algunos años.

## Esquema de riego del Perkerra
El plan de irrigación de Perkerra se puso en marcha en 1952 durante la Emergencia. La construcción comenzó en 1954. Los detenidos hicieron los caminos y prepararon la tierra para el riego. El proyecto fue apresurado, costoso de realizar y mantener, y con pocos beneficios. Hubo dificultades para cultivar las cosechas y para venderlas. Muchos de los agricultores arrendatarios que se instalaron en el proyecto lo abandonaron posteriormente. En 1959 se decidió cerrar el plan, que sólo contaba con 100 familias, pero se cambió por la continuación de las operaciones mínimas. En 1962 se amplió el plan, y en 1967 había 500 viviendas agrícolas, aunque seguían siendo necesarias las subvenciones.
El sistema de riego de Perkerra da apoyo a unos 670 hogares agrícolas. La superficie total de riego potencial es de 2.340 hectáreas, pero sólo se han desarrollado 810 hectáreas para el riego por surcos de gravedad y, de ellas, solo 607 hectáreas se están cultivando debido a la escasez de agua. En el pasado, los principales cultivos eran cebollas, chiles, sandías, papas y algodón. El maíz se introdujo en 1996 y ha resultado más fácil de comercializar. El Instituto de Investigación Agrícola de Kenia tiene un centro de investigación en el municipio de Marigat que complementa el plan de riego.

## Problemas y acciones
En la actualidad, apenas hay vegetación en las tierras bajas durante ocho o nueve meses del año, aparte de los pantanos en el curso inferior de los ríos Molo y Perkerra y a lo largo de la orilla del lago en torno a sus desembocaduras. Los pantanos, cubiertos en su mayoría por hierbas perennes e inundados sólo dos meses al año, sirven de pasto a los pastores. Los pastores tenían originalmente más tierras, pero algunas han pasado a manos de los agricultores que emigraron a la zona, y otras se han perdido por el sistema de riego. Los pastores afirman que las presas de riego han reducido el nivel de las inundaciones anuales y, por tanto, la cantidad de pastos.
Con la escasa cobertura vegetal en la mayoría de los niveles inferiores, el suelo se erosiona con facilidad y se depositan muchos sedimentos en el lago Baringo. Entre 1972 y 2003, la profundidad del lago ha descendido de 8 metros a 2,5 metros. El lago se ha reducido de 160 kilómetros cuadrados en 1960 a 108 kilómetros cuadrados en 2001. Se está salinizando y las poblaciones de peces están disminuyendo. Un estudio de 2010 indicó que el río se estaba volviendo estacional. El estudio recomendaba la implementación de una reserva obligatoria, o flujo ambiental. Se pensó que el proyecto de la presa de Chemususu en uno de los principales afluentes del Perkerra, cuya puesta en marcha está prevista para 2011, mitigaría el efecto de la reserva sobre los usuarios del agua, al tiempo que garantizaría que el río no se secara por completo. La presa contendrá 11 hm³ y proporcionará 35 000 000 litros diarios, suficientes para 200.000 personas.
Las asociaciones de usuarios del agua fluvial en las regiones superiores de los ríos Perkerra y Molo han estado plantando plántulas de árboles, protegiendo las orillas del río y rehabilitando áreas que se han degradado por la recolección de arena y la extracción de canteras. El Perkerra RWUA también ha estado protegiendo manantiales, una preocupación particular ya que 30 de 72 manantiales en el área han dejado de fluir.